# دائرة العامرية
دائرة العامرية هي إحدى دوائر الجزائر التابعة لولاية عين تموشنت. وتضم 5 بلديات هي :
- العامرية
- بوزجار
- اولاد بوجمعة
- امسعيد
- حاسى الغلة